# Yuxi
För andra betydelser, se Yuxi (olika betydelser).
Yuxi, tidigare romaniserad Yüki,  är en stad på prefekturnivå i Yunnan-provinsen i sydvästra Kina.

## Administrativ indelning
Yuxi indelas i ett stadsdistrikt som utgör den egentliga staden. Den omkringliggande landsbygden indelas i fyra reguljära härad och tre autonoma härad:
- Stadsdistriktet Hongta - 红塔区 Hóngtǎ qū ;
- Häradet Jiangchuan - 江川县 Jiāngchuān xiàn ;
- Häradet Chengjiang - 澄江县 Chéngjiāng xiàn ;
- Häradet Tonghai - 通海县 Tōnghǎi xiàn ;
- Häradet Huaning - 华宁县 Huáníng xiàn ;
- Häradet Yimen - 易门县 Yìmén xiàn ;
- Yi-folkets autonoma härad Eshan  - 峨山彝族自治县 Éshān yízú zìzhìxiàn ;
- Yi- och dai-folkens autonoma härad Xinping  - 新平彝族傣族自治县 Xīnpíng yízú dǎizú zìzhìxiàn ;
- Yi-, dai-, och hani-folkens autonoma härad Yuanjiang - 元江哈尼族彝族傣族自治县 Yuánjiāng hānízú yízú dǎizú zìzhìxiàn.